# Mehthilda iz Hackenborna
Mehthilda iz Hackeborna (* 1241 v Helfti pri Eislebnu; † 19. november 1299 v helftskem samostanu) cistercijanka in  krščanska mistikinja. Poznali so jo tudi slovenski baročni pisci, denimo, Matija Kastelec.
1. 1 2  Record #118732439 // Gemeinsame Normdatei — 2012—2016.
2. 1 2  Digitalna knjižnica za nizozemsko književnost — 1999.
3. ↑  Documenta Catholica Omnia